# Henry Abramson
Henry Abramson es un autor estadounidense.
Ha escrito A Prayer for the Government Ukrainians and Jews in Revolutionary Times, 1917-1920 (Harvard University Press, 1999), un estudio sobre la situación del pueblo judío en Ucrania durante la Revolución y la Guerra Civil Rusa, entre otras obras.